# Ingmar Eklund
Ingmar Hans-Göran Eklund, född 8 januari 1947 i Mariehamn på Åland, är en åländsk konstnär.
Han har representerat Ålands konstförening på Färöarna i juni 2001. Han var i Ålands konstförenings jury för höstutställningen 2010.

## Separatutställningar
- Ålands centralsjukhus, Mariehamn – 1984 och 2001
- Galleri Skarpans, Mariehamn – Natur 2004[2]
- Öppna ateljéer, Mariehamn - 2008 [3]

## Samlingsutställningar
- Kastelholm, Vasa, Borgå, Landskrona, Färöarna, Island och Grönland
- Sommarkonst i Eckerö, Storby 1988
- Ålands konstmuseum, Mariehamn - Vårsalong 1988
- Ålands konstmuseum, Mariehamn - Havet 1989
- Hässelby slott, Hässelby - Havet 1990
- Ålands konstmuseum, Mariehamn - MESHEHE 2001
- Galleri Skarpans, Mariehamn - Anno dazumal 2002[2]
- Galleri Bagarstugan, Mariehamn - Minigrafik 2002
- Ålands konstmuseum, Mariehamn - Blickpunkt Jomala 2002
- Eckerö post- och tullhus galleri, Eckerö - Åländsk nutidskonst 2003
- Nordisk triangel, Stockholm- Reflexer från Åland 2004
- Måndagsmålarna, Mariehamn - årlig utställning 2007[4]
- Galleri Skarpans, Mariehamn - Anno dazumal II 2010[2][5][6]
- Galleri Regnbågen, Brändöby - Sommarutställningar 2015-2019

## Representerad
- Ålands konstmuseum, Mariehamn[7][8]
- Mariehamns stad
- Ålands producentförbund
- Andelsbanken för Ålands konstsamling
- Privata samlingar[9]